# Heinkel He 64
L'Heinkel HE 64, ridesignato successivamente dal Reichsluftfahrtministerium (RLM) He 64, era un aereo da turismo monomotore monoplano ad ala bassa sviluppato dall'azienda tedesca Ernst Heinkel Flugzeugwerke nei primi anni trenta.
Destinato al mercato dell'aviazione generale, fu il primo velivolo di questo tipo sviluppato dall'azienda fondata da Ernst Heinkel e venne realizzato principalmente per partecipare all'edizione del 1932 del Challenge International de Tourisme. Prodotto in piccola serie continuò ad essere utilizzato come aereo da competizione in alcune manifestazioni sportive aeree del periodo.

## Storia del progetto
All'inizio degli anni trenta, Ernst Heinkel ritenne utile sviluppare un nuovo modello di velivolo leggero ad alte prestazioni che potesse essere proposto a clienti privati. Fino ad all'ora l'azienda che aveva fondato nel 1922 si era sempre proposta al mercato militare; tuttavia dai tardi anni venti le manifestazioni e competizioni aeree cominciavano a riscuotere un buon successo di pubblico e si rivelavano un utile veicolo per pubblicizzare i propri prodotti.
Heinkel incaricò i fratelli Walter e Siegfried Günter dello sviluppo di un velivolo atto allo scopo. Il risultato fu un progetto relativo ad un monomotore biposto caratterizzato dalla velatura monoplana ad ala bassa, dalla fusoliera con cabina di pilotaggio a due posti in tandem completamente chiusa, dall'adozione di un carrello d'atterraggio fisso e realizzato completamente in legno.
Il primo prototipo, Wk.n.404, che assunse la designazione aziendale HE 64 (da Heikel Eindecker, monoplano, in seguito identificato come He 64a) era caratterizzato dall'adozione di un'ala a pianta ellittica; venne immatricolato D-2258 e portato in volo con successo per la prima volta nei primi mesi del 1932. Il 29 aprile di quello stesso anno il velivolo però rimase distrutto in un incidente a Schleißheim dove perse la vita anche il suo pilota Oskar Notz.
Si decise comunque di avviare la produzione in serie sostituendo l'ala con una di superficie ridotta e diversa pianta; il modello assunse la designazione HE 64b, ebbe il numero di serie aziendale 409 e matricola D-2260.

## Tecnica
L'He 64 era un velivolo sportivo biposto di impostazione, per l'epoca, moderna, destinato alle competizioni da turismo sportivo, un monomotore in configurazione traente, monoplano ad ala bassa, dotato di cabina chiusa e carrello fisso.
La fusoliera, realizzata con struttura in legno tranne la parte anteriore, in tubi d'acciaio saldati, era a sezione ovale, dotata di paratie removibili per facilitare l'ispezione al suo interno, ed integrava la cabina di pilotaggio a due posti in tandem completamente chiusa da un lungo tettuccio aerodinamico. Posteriormente terminava in un impennaggio convenzionale monoderiva realizzato con piani orizzontali e verticale in legno.
La configurazione alare era monoplana, con ala realizzata interamente in legno, posizionata bassa ed a sbalzo sulla fusoliera, dov'era fissata alla parte centrale per mezzo di bulloni. Nel primo esemplare, il prototipo He 64a, aveva una pianta ellittica, soluzione preferita dai fratelli Günter e che caratterizzò molti dei loro progetti (i più rappresentativi He 70 ed He 111), tuttavia dato che peggiorava le caratteristiche di volo a bassa velocità dal secondo esemplare, l'He 64b ed i successivi He 64c, venne sostituita con una a pianta trapezoidale.
Il carrello d'atterraggio era convenzionale, un biciclo anteriore fisso ed ammortizzato abbinato ad un pattino d'appoggio posteriore, anch'esso ammortizzato, con gli elementi principali dotati di ruote con pneumatici ad alta pressione e dotate di freni ad azionamento idraulico tramite leva a mano in cabina.
La propulsione era affidata ad un singolo motore aeronautico posto all'apice anteriore della fusoliera. Benché fosse progettato per essere equipaggiato con una varia gamma di motorizzazioni venne motorizzato con un Argus As 8 R, un 4 cilindri in linea rovesciato raffreddati ad aria in grado di erogare una potenza continua di 115 PS e massima di 150 PS ed abbinato ad un'elica bipala.

## Impiego operativo
Gli He 64 vennero impiegati prevalentemente dall'Heinkel stessa e da aeroclub nazionali, tuttavia esistono due esemplari che ebbero una storia operativa più articolata.
Nell'aprile 1933 il Wk.n.427 marche D-2305 di proprietà Henikel venne ceduto alla Handley-Page che lo reimmatricolò G-ACBS. In seguito venne reimmatricolato con marche militari K3596 ed inviato alla Royal Aircraft Establishment dove risulta in carico fino al 1935. Quell'anno venne portato in volo fino ad Umtali, ora conosciuta come Mutare, nell'allora colonia britannica della Rhodesia Meridionale, dove venne reimmatircolato con marche civili VP-YBI ed utilizzato da privati. Fu l'ultimo He 64 rimasto in servizio, smantellato nel 1952.
Sempre nel 1933 il Wk.n.426 marche D-2302 risulta essere stato preso in carico dalla Regia Aeronautica con immatricolazione civile I-AERO. Di stanza all'Aeroporto di Roma-Centocelle dove venne presumibilmente usato per breve tempo come aereo da collegamento e trasporto VIP.

## Versioni
He 64a
realizzato in un solo esemplare, Wk.n.404.
He 64b
realizzato in un solo esemplare, Wk.n.409.
He 64c
realizzato in cinque esemplari, Wk.n. da 423 a 427.

## Utilizzatori

### Governativi
Regno Unito
- Royal Aircraft Establishment

### Militari
Italia
- Regia Aeronautica

marche I-AERO già D-2302.

### Pubblicazioni
- (EN) Edwin P. A. Heinze, The New Heinkel HE 64, su Flight, http://www.flightglobal.com/home/default.aspx, 9 settembre 1932. URL consultato il 7 luglio 2011.